# 草原情歌
「草原情歌」（ツァオユァンチンゴ）は、中国の楽曲。

## 解説
中国語題名ははじめ「草原情歌」であったが、その後歌詞冒頭部より「在那遙遠的地方」（「あのほど遠い地方には」の意味）とされたため、中国ではその題名で知られている歌曲。1938年に王洛賓が新疆のカザフ族の民謡をもとに編曲・中国語作詞をして発表した。いまでは、「茉莉花」（モーリーホァ、ジャスミンの花）と共に中国を代表する民謡として世界中で知られていて、2007年に打ち上げられた中国の月周回人工衛星・嫦娥1号に搭載された中国の代表的な歌曲（全体は中国語で「嫦娥1号の歌曲搭載」）のひとつに選ばれている。
日本でも1961年6月にザ・ピーナッツにより発表されたこともあり、この歌はよく知られていて、訳詞が「はるかはなれた、そのまたむこう。」で始まる青山梓・劉俊南のものが歌われていて、旋律もおおむね中国のものと同じだが多少違っている。日本では間違って青海省の民謡ということになっていて、これはもともと作者の王洛賓が青海省の西寧である映画作成のプロジェクトに協力している時に、チベット族の美しい娘さんに会い、感動してこの歌曲を作ったという話が広く流布されているためである。

## みんなのうた版
「草原情歌」（そうげんじょうか）は、1983年12月 - 1984年1月、NHKの『みんなのうた』で紹介された。
映像は大井文雄製作のアニメで、女性の周りに蝶が飛び交う。歌は当時「おかあさんといっしょ」のコーナー『ハイ・ポーズ』のお姉さんだった馮智英で、本曲が初の『みんなのうた』出演作である。放送では1・2番を歌った後、1番を中国語で歌っている。
再放送は1年後の1984年12月 - 1985年1月に初めて行われ、この時期は同番組で馮智英が歌った「枯れ葉の子守唄」が紹介されていた。
『みんなのうた』以外では1989年の「おかあさんといっしょ30年　キャラクターオンステージ」で出演した馮が本曲を歌ったことがある。

### 作者及び歌唱者
1. 草原情歌
作詞：王洛賓  訳詞：青山梓/劉俊南　作曲：王洛賓　編曲：中村勝彦
歌唱：馮智英

#### 収録
- NHKみんなのうた50アニバーサリーベスト～グラスホッパー物語～（2011年4月27日発売）
- 決定盤　NHKみんなのうた～なつかしの名曲ベスト～ （PCCK-20131 2016年9月21日発売）